# Ptychamalia nigricostata
Ptychamalia nigricostata är en fjärilsart som beskrevs av W. Warren 1907. Ptychamalia nigricostata ingår i släktet Ptychamalia och familjen mätare. Inga underarter finns listade.